# Eucrypta
- Commons
- Wikispecies

Eucrypta é um gênero botânico pertencente à família Hydrophyllaceae.